# Unterwerfung (Roman)
Unterwerfung ist ein Roman von Michel Houellebecq. Er erschien am 7. Januar 2015 auf Französisch unter dem Titel Soumission bei der Pariser Verlagsgruppe Flammarion. In deutscher Übersetzung erschien der Roman ebenfalls im Januar 2015 im DuMont Buchverlag.

## Handlung
Die Handlung spielt im Jahr 2022 in Frankreich. Ein charismatischer muslimischer Politiker, Mohamed Ben Abbes, schart immer mehr Wähler um sich. Die sozialistische Partei (PS) und die Konservativen gehen ein Bündnis mit Ben Abbes ein, um den Aufstieg des rechten Front National (FN) unter Marine Le Pen zu verhindern. Ben Abbes wird Staatspräsident, ändert die laizistische Verfassung, führt die Theokratie, die Scharia, das Patriarchat und die Polygamie ein.
Hauptfigur und Erzähler François ist ein Literaturwissenschaftler Mitte vierzig, Trinker und frühzeitig gealtert. Er hat über den Autor Joris-Karl Huysmans promoviert und publiziert, und er lehrt an einer Pariser Universität. Seine Beziehungen zu wesentlich jüngeren Frauen, meist Studentinnen, sind regelmäßig auf ein Jahr befristet, dann verlassen sie ihn mit der Erklärung, „jemanden getroffen“ zu haben. Trifft er sie später einmal wieder, stellt er regelmäßig fest, dass sie gealtert und vereinsamt sind. Als die Romanhandlung einsetzt, ist François gerade wieder Single, hat aber noch losen Kontakt zu seiner Exfreundin Myriam. Diese teilt ihm allerdings mit, dass ihre Familie angesichts der Ereignisse in Frankreich nach Israel auswandern wird.
Nach Beginn des Wahlkampfes brechen zwischen den Rechten auf der einen Seite und den Muslimen, Sozialisten und anderen politischen Gruppierungen auf der anderen Seite bürgerkriegsähnliche Unruhen aus. Häuser, Busse und Autos gehen in Flammen auf. Möglicherweise will die rechte Identitäre Bewegung einen Bürgerkrieg anzetteln und die Armee unterwandern, weil sie sich momentan noch größere Siegeschancen ausrechnet als in der Zukunft. In den Medien wird über die Unruhen nicht berichtet. Nach dem ersten Wahlgang liegt der Front National vor den Muslimen und den Sozialisten. Die Muslime und die Sozialisten führen Koalitionsverhandlungen, die jedoch geheim bleiben, damit die Bevölkerung nicht erfährt, dass in Frankreich schleichend die islamische Gesellschaftsordnung eingeführt werden soll. Nach außen gibt sich der islamische Präsidentschaftskandidat moderat, um seine Wahlchancen zu erhöhen. Gleichzeitig verlassen viele französische Juden das Land, weil klar ist, dass die zukünftige Regierung entweder vom Front National oder von den Muslimen geführt wird. Vor beiden haben die Juden Angst. Unterdessen kommt es bei einer Demonstration wieder zu blutigen Zusammenstößen, die Universität wird bis auf weiteres geschlossen.
François verlässt Paris und fährt ohne genaues Ziel Richtung Südwesten. Allerdings prüft er vorher im Guide Michelin, wo er ein komfortables Hotel mit exquisitem Restaurant findet. Auf seinem Weg sieht er ermordete Menschen, aber in den Medien wird weiterhin weder über die Unruhen noch über die Toten berichtet. Offensichtlich wurde eine Nachrichtensperre verhängt, um dem rechten Front National keine Wähler zuzutreiben. Am nächsten Tag wird bekannt, dass es gewaltsame Überfälle auf Wahllokale sowohl durch Rechtsextreme als auch durch Islamisten gegeben hat und der zweite Wahlgang deshalb verschoben werden musste. Die einzige Möglichkeit, den Weg des Front National an die Macht zu stoppen, ist jetzt, sich hinter der Islampartei zu vereinen. Für den neuen Urnengang schließen die drei großen Parteien PS, UMP und UDI ein Bündnis mit Ben Abbes, der bürgerliche Politiker François Bayrou soll Teil der neuen Regierung werden – genau dies hatte ein ehemaliger Geheimdienstoffizier, der die islamistische Szene bestens kennt, François während eines gemeinsamen Aufenthalts in Martel prophezeit. Nach dem Wahlsieg des muslimischen Kandidaten im zweiten Wahlgang kehrt François aber in seine Wohnung zurück und stellt erste islamisch geprägte Veränderungen in der Gesellschaft fest. Die Kriminalität geht zurück und ebenso die Arbeitslosigkeit, da Frauen aus ihren Berufen gedrängt werden. Bildungs- und Sozialausgaben werden radikal gekürzt, der Kleidungsstil der Frauen wird konservativer.

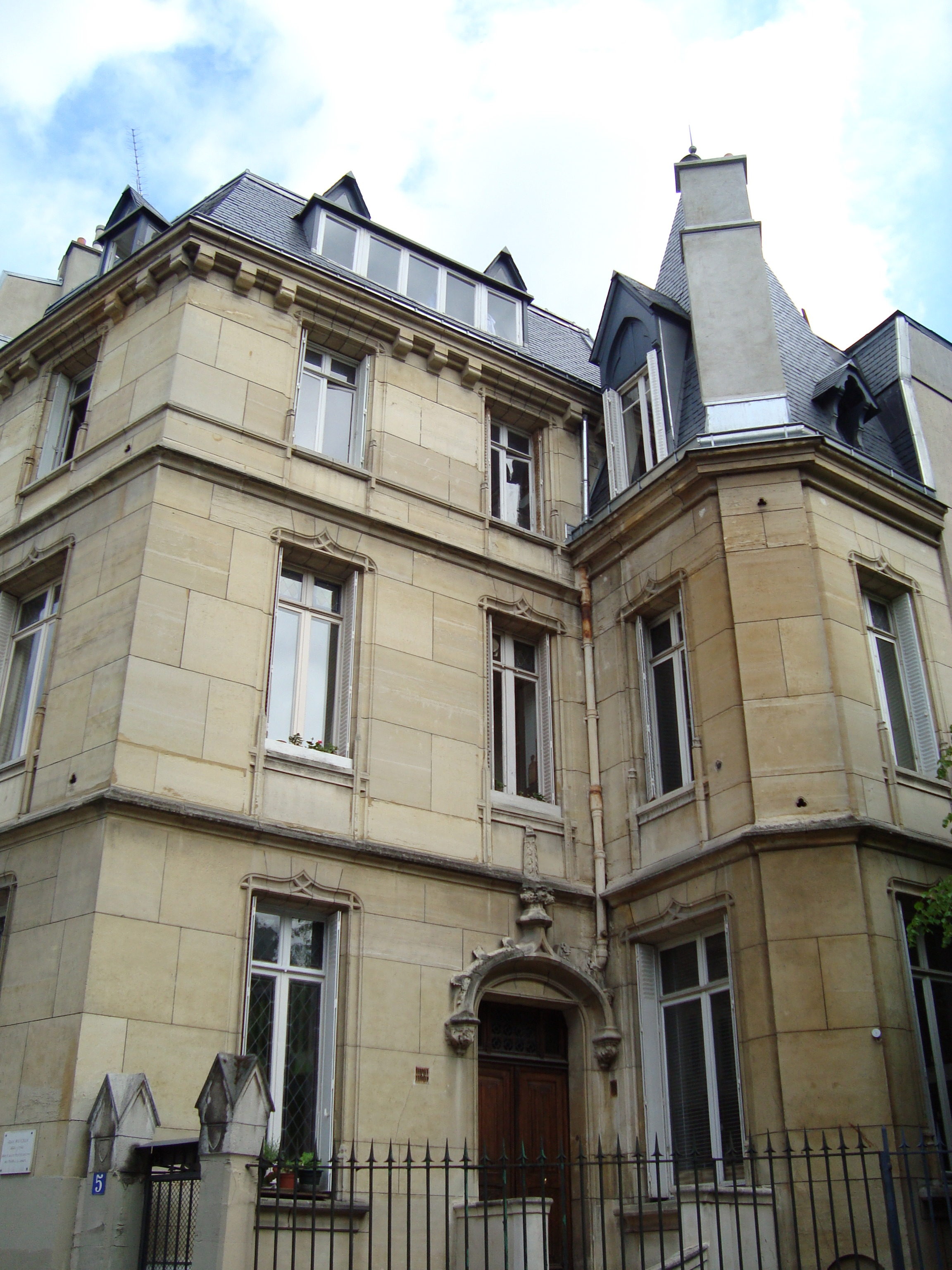
In diesem Stadtpalais (5 Rue des Arènes) besucht François den Hochschulrektor Rediger. Hier wohnte von 1940 bis zu seinem Tod 1968 der Schriftsteller und Publizist Jean Paulhan.

Als François die Post durchsieht, stellt er fest, dass er mit einem Ruhestandsgehalt, das er sonst erst zwanzig Jahre später zu erwarten gehabt hätte, pensioniert worden ist. Er kann sich mit diesem Zustand zunächst durchaus anfreunden, stellt dann aber fest, dass er so in Kürze dem Alkohol verfallen und sterben wird. Einen Aufenthalt in einem Kloster auf dem Land, in dem er einst an seiner Dissertation gearbeitet hat, bricht er bald wieder ab, weil er dort keinen gangbaren Weg für seine weitere Lebensgestaltung finden kann. Der Auftrag, eine wissenschaftliche Ausgabe der Werke Huysmans’ zu besorgen, sorgt zumindest kurzfristig wieder für etwas Auftrieb. Da der Universität renommierte Wissenschaftler fehlen, erhält er wenig später außerdem das Angebot, wieder in seinem Beruf zu arbeiten – was bedeutet, dass er zum Islam konvertieren muss. Zwei Professoren der Sorbonne (u. a. der Rektor Rediger), die früher der neurechten, Identitären Bewegung nahestanden, haben sich bereits dem Islam zugewandt, bei dem sie ihre Ziele einer inegalitären, autoritär-patriarchalischen sowie traditions- und religionsbezogenen Gesellschaft besser aufgehoben sehen als im ihrer Ansicht nach stark säkularisierten und kraftlosen Christentum. Die rechten Bewegungen und der Islam stehen sich nach den Aussagen von Rektor Rediger in ihren Zielen sehr nahe.
Das Buch endet mit François’ Visionen, was geschehen würde, wenn er dieses Angebot annähme: Er profitierte dann von der Islamisierung Frankreichs, verdiente als Dozent nach der Machtübernahme wesentlich mehr als vorher, erfreute sich der neuen Unterwürfigkeit seiner auch minderjährigen Gespielinnen. Dass die Frauen außerhalb der Wohnungen mittlerweile stets verhüllt auftreten würden, was ihn zunächst noch gestört hat, stellte dann kein Problem mehr dar, da aufgrund des Dogmas der „natürlichen Auslese“ in den „Zehn Fragen zum Islam“ den Vertretern der geistigen Elite, zu der er sich zählen dürfte, von den Heiratsvermittlerinnen automatisch die schönsten Mädchen zugeführt würden; Polygamie ist ausdrücklich erlaubt und erwünscht.
Der Roman thematisiert zwei Ängste des heutigen politischen Frankreich: die vor der extremen Rechten einerseits und vor einer Islamisierung Europas andererseits. Der französische wie der deutsche Titel verweist auf die Wortbedeutung von Islam als Unterwerfung oder völlige Hingabe des Gläubigen.

## Sonstiges
Nach dem am Erscheinungstag des Romans verübten Anschlag auf das Satiremagazin Charlie Hebdo, das Houellebecq sein Titelbild gewidmet hatte, brach der Autor die Promotion für seinen Roman ab.
Durch diesen Roman wurde der vergessene Autor Huysmans wiederentdeckt und 2019 veröffentlichte der renommierte Verlag La Pléiade die gesammelten Romane und Erzählungen.

## Figuren und Bezüge der Handlung

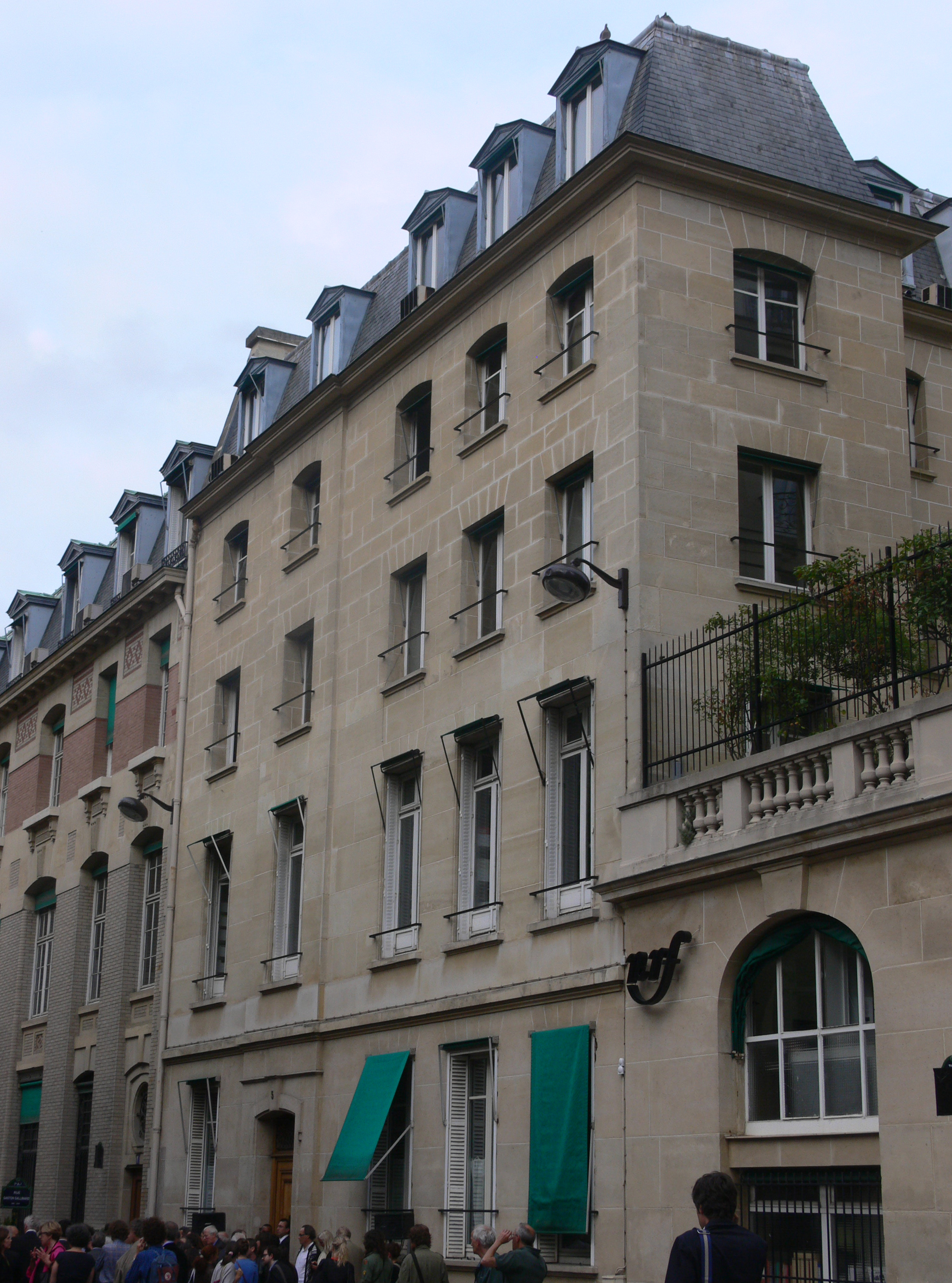
Sitz des Verlags Gallimard

- Marine Le Pen ist im Frankreich des Jahres 2022 stärkste politische Kraft. François Hollande hat zwei Amtszeiten als Präsident hinter sich; sein designierter Nachfolger ist Manuel Valls, mit dem die französischen Sozialisten ihr schlechtestes Wahlergebnis einfahren.[7]
- Die Figur des Robert Rediger, im Roman Präsident der Universität Paris III, spielt auf den Philosophen Robert Redeker an, der 2006 wegen islamkritischer Äußerungen Morddrohungen erhalten hat.[7]
- Das Modell der Unterwerfung bezieht sich auf den Roman Geschichte der O (1954), geschrieben von Dominique Aury unter dem Pseudonym Pauline Réage für ihren Geliebten und Arbeitgeber Jean Paulhan im Verlag Gallimard. In Paulhans Pariser Stadtpalais wiederum, das während der Besatzung Frankreichs durch das NS-Regime Treffpunkt der widerständigen Intellektuellen war, residiert nun im Buch Rediger.[7]
- In Frankreich machte der Althistoriker Stéphane Ratti darauf aufmerksam, dass die politische Rahmenhandlung von Unterwerfung in wesentlichen Teilen vom 2013 in Paris veröffentlichten Buch Le déclin des belgischen Altertumswissenschaftlers David Engels beeinflusst sein dürfte. Engels hatte in seinem 2014 auch ins Deutsche übertragenen Buch auf die Analogien zwischen der Identitätskrise der europäischen Gesellschaft und dem Niedergang der römischen Republik hingewiesen und das Heraufkommen eines neuen augusteischen Herrschaftssystems angekündigt, das auch bei Houellebecq unter namentlichem Verweis auf Augustus eine zentrale Rolle spielt.[8]
- In Deutschland wies Gero von Randow auf die Ähnlichkeit der Handlung mit Jean Yannes Film Die Chinesen in Paris (1974) hin.[9] Thomas Steinfeld sah starke Bezüge zu Jean Raspails Buch Heerlager der Heiligen von 1973, in dem eine „Armada aus der Dritten Welt in Frankreich einfällt und sich mühelos ein moralisch wie intellektuell heruntergekommenes Abendland unterwirft“.[10]

## Rezeption

### Kritik
Wie bereits andere Werke des Autors wurde auch Unterwerfung in sehr hoher Auflage gedruckt und von Pariser Intellektuellen kritisch besprochen. Alain Finkielkraut bezeichnete Soumission als „Meisterwerk“ eines „großen Romanciers des Möglichen“. Hingegen bemängelte Kulturministerin Fleur Pellerin Houellebecqs „seltsamen Sinn für Humor“, während Präsident François Hollande sich unmittelbar nach dem Erscheinen äußerte und den „Pessimismus“ des Autors kritisierte.
Houellebecq sah sich bei der Vorstellung seines Romans bei der lit.Cologne in Köln angesichts der Ereignisse in Paris und möglicher islamfeindlicher Lesarten genötigt, vorab eine Erklärung zu verlesen. Sein Roman sei nicht islamophob. Der Roman habe ursprünglich die Bekehrung eines mit Huysmans befassten Literaturwissenschaftlers zum Katholizismus zum Thema gehabt und sollte dementsprechend mit „Conversion“ betitelt sein; bei der Durchführung dieses Themas sei er allerdings an den gegenwärtigen Realitäten gescheitert. Er berief sich zugleich auf die Freiheit der Kunst, die auch ein islamophobes Werk legitimiere, und die Meinungsfreiheit, deren Selbstbehauptung das Hauptmotiv der aktuell demonstrierten Einheit der französischen Nation sei: diese dürfe nicht mit Rücksicht auf religiöse Gefühle eingeschränkt werden. Hier ergriff er Partei für die heldenhafte „Sturheit“ der Autoren von Charlie Hebdo. Für ihn komme es darauf an, sich von keiner Seite, weder dem Front National noch von Islamisten, vereinnahmen zu lassen.
Jürg Altwegg attestierte Houellebecqs linken Kritikern mangelndes Gespür für dessen „Ironie und Satire“: Der Roman sei „eine Farce des Antifaschismus“ und „Satire auf die Vergangenheitsbewältigung“: „Es ist ein phänomenales, genaues Porträt der französischen Gesellschaft, vor allem ihrer Medien und der politischen Klasse“. Thomas Steinfeld bemerkte einen „konstruktiven Mangel“ des Romans. Das Werk sei „ein Zwitter zwischen Satire und Utopie, mit der Folge, dass sich der Satiriker Michel Houellebecq nicht darauf festlegen lässt, eine Provokation im Sinn gehabt zu haben, während sich der Träumer Michel Houellebecq nicht darauf festlegen lässt, dass seine Erfindungen noch erfundener seien als etwa die Insel Liliput bei Jonathan Swift“.
Volker Weidermann meinte in der Frankfurter Allgemeinen Zeitung: „Unterwerfung ist ein Buch der Angst und der Einsamkeit. Es handelt von der Liebe zur Literatur“. Christopher Schmidt betrachtete das Buch in der Süddeutschen Zeitung vor dem Hintergrund des Anschlags auf die Redakteure von Charlie Hebdo und den jüdischen Supermarkt: „Letztlich steckt in ihm ein verkappter Idealist, ein Idealist im Gewand des Provokateurs. Und für diesen Idealisten dürfte die Tatsache, dass die bürgerliche Mitte nach den Bluttaten zusammengerückt ist und sein Schreckensszenario widerlegt, die beste Bestätigung sein.“
Die Berliner taz schrieb: „Houellebecq ist kein rechter Schriftsteller geworden, wie ihn manche in Libération und Le Monde etikettieren. Nein, überhaupt nicht. Denn er schickt seine ,identitären‘ Ureinwohner Europas in die Fänge des Islam. Diese Konvertiten bleiben in seiner Attacke erzfranzösische Wendehälse.“ Der Freitag sieht hingegen nicht den Islam im Mittelpunkt, sondern bezeichnet den Roman als „variable veritable Universitätssatire, die den Größenwahn der europäischen Professorenschaft persifliert“.

### Bezüge zur Dekadenzdichtung des 19. Jahrhunderts
In der von der Universität Vilnius herausgegebenen Zeitschrift Literatūra wird Unterwerfung als „Dekadenzroman“ analysiert, weil darin Charakteristika des Genres – Verfall, drohende Katastrophe, fundamentaler gesellschaftlicher Wandel sowie Nostalgie – zu finden seien. Unterwerfung, das sich stark auf das Werk Joris-Karl Huysmans’ bezieht, sei jedoch nur auf der thematischen Ebene ein Dekadenzroman, weil ästhetische Werte – Kennzeichen der Dekadenzdichtung des 19. Jahrhunderts – im Hintergrund blieben. Die Obsession für Ästhetik, wie sie den Protagonisten Des Esseintes in Huysmans’ Roman Gegen den Strich auszeichne, werde bei Houellebecqs Hauptfigur François durch Sexualität ersetzt.
Ein weiterer Unterschied zur Dekadenzdichtung des 19. Jahrhunderts besteht in dem häufig als schnörkellos und naturalistisch bezeichneten Schreibstil Houellebecqs.

### Hörbuch
Eine ungekürzte Fassung mit Christian Berkel als Sprecher erschien 2015 als Hörbuch. Der Titel belegte im Juli 2015 Platz 1 der hr2-Hörbuchbestenliste und war für die Longlist der Bestenliste 3/2015 des Preises der deutschen Schallplattenkritik nominiert.

### Hörspiel
Ebenfalls 2015 adaptierte und inszenierte Leonhard Koppelmann Houellebecqs Roman als Hörspiel für den SWR. Die Hauptrolle übernahm Samuel Weiss, die Musik komponierte Rainer Römer unter Verwendung von Samples aus Aleph-1 von alva noto/Rainer Römer.

### Theater
Im Deutschen Schauspielhaus in Hamburg hatte im Februar 2016 unter der Regie von Karin Beier eine umjubelte Monolog-Inszenierung mit Edgar Selge Premiere.
2017 inszenierte Matthias Gehrt zusammen mit Thomas Blockhaus das Stück an den Vereinigten Bühnen in Krefeld, eine Wiederaufnahme erfolgte im Februar 2018 in Mönchengladbach. Ebenfalls 2017 gelangte die Dramatisierung des Romans im Theater Neumarkt in Zürich auf die Bühne, Regie führte dabei Katrin Hentschel.
Am Schauspielhaus Bochum wurde 2019 eine von Johan Simons inszenierte Bühnenfassung gespielt (teils als Doppelaufführung mit einer Bühnenversion von Plattform, die auf einer Inszenierung von 2017 basiert, die in Kooperation von NTGent, der belgischen Performancegruppe Action Zoo Humain und dem belgischen Theatermacher Chokri Ben Chikha entstand). Die Bochumer Inszenierung wurde zum NRW-Theatertreffen 2019 eingeladen.

### Fernsehfilm
Das öffentlich-rechtliche deutsche Fernsehprogramm Das Erste produzierte das Stück als Fernsehfilm nach dem Buch und unter der Regie von Titus Selge u. a. mit Matthias Brandt, André Jung, Alina Levshin, Edgar Selge, Catrin Striebeck sowie Bettina Stucky. Die Erstausstrahlung erfolgte am 6. Juni 2018. Experimentell wurden hier Szenen aus der Theaterinszenierung am Deutschen Schauspielhaus Hamburg mit Aufnahmen am Originalschauplatz Paris sowie Szenen im Umfeld der Theateraufführung verflochten, als zeitgenössischer Bezug wurden Filmaufnahmen von den Protesten und Krawallen gegen den G20-Gipfel in Hamburg 2017 eingespielt.

## Vergleich mit SachbuchDer Selbstmord Europas
2020 verglich Ivan Strenski, Hochschullehrer für Religionswissenschaft an der University of California in Riverside, in der wissenschaftlichen Zeitschrift Terrorism and Political Violence Houellebecqs Roman ausführlich mit dem Sachbuch und Bestseller Der Selbstmord Europas des britischen Autors Douglas Murray von 2017. Beide Autoren würden eindringlich das Risiko eines unmittelbar bevorstehenden Endes der bisherigen europäischen Kulturtradition hervorheben.

“Murray could not have imagined a better metaphor for a dying Europe than Houellebecq’s portrayal of France’s ‘general atmosphere of tacit and lazy acceptance’ of its Islamization.”

„Murray hätte sich kein besseres Bild für ein sterbendes Europa ausdenken können als Houellebecqs Porträt von Frankreichs ‚allgemeiner Stimmung einer stillschweigenden und trägen Billigung‘ seiner Islamisierung.“

## Ausgaben
- Michel Houellebecq: Soumission. Flammarion, Paris 2015, ISBN 978-2-08-135480-7 (frz. Erstausgabe).
- Michel Houellebecq: Unterwerfung. DuMont, Köln 2015, ISBN 978-3-8321-9795-7 (dt. Erstausgabe). (5 Wochen lang im Jahr 2015 auf dem Platz 1 der Spiegel-Bestsellerliste)